# Guglielmina di Baden
Guglielmina di Baden (Karlsruhe, 21 settembre 1788 – Rosenhöhe, 27 gennaio 1836) fu una granduchessa d'Assia e del Reno.

## Biografia
Fu la figlia più giovane di Carlo Luigi, principe ereditario di Baden e di Amalia d'Assia-Darmstadt. Il 19 giugno 1804 venne maritata al primo cugino (da parte di madre), granduca ereditario d'Assia, Luigi II (1777 – 1848), che nel 1830 divenne Granduca d'Assia e del Reno.
Guglielmina diede alla luce sette figli, di cui quattro sopravvissero fino all'età adulta. I suoi ultimi quattro figli, compresi Alessandro e Maria, si ritiene avessero per padre Augusto di Senarclens de Grancy, il suo amante di sempre.
I figli furono:
- Luigi d'Assia-Darmstadt (1806 – 1877), il futuro granduca;
- Carlo Guglielmo Luigi d'Assia-Darmstadt (1809 – 1877), sposò Elisabetta di Prussia;
- un bambino senza nome, nato e morto nel 1820;
- Amelia Elisabetta Luisa Carolina Federica Guglielmina d'Assia-Darmstadt (1821 – 1826);
- Alessandro Luigi Giorgio Federico Emilio d'Assia-Darmstadt (1823 – 1888);
- Massimiliana Guglielmina Augusta Sofia Maria d'Assia Darmstadt (1824 – 1880), la futura imperatrice consorte dello zar Alessandro II di Russia, col nome di Maria Aleksandrovna.

## Ascendenza
|                                            |                                         |                                              | Genitori                                          |  |  | Nonni |  |  | Bisnonni                                       |  |  | Trisnonni                                       |  |
|                                            |                                         |                                              |                                                   |  |  |       |  |  | Federico, Principe Ereditario di Baden-Durlach |  |  | Carlo III Guglielmo, Margravio di Baden-Durlach |  |
|                                            |                                         |                                              |                                                   |  |  |       |  |  | Federico, Principe Ereditario di Baden-Durlach |  |  | Carlo III Guglielmo, Margravio di Baden-Durlach |  |
|                                            |                                         | Maddalena Guglielmina di Württemberg         |                                                   |  |  |       |  |  | Federico, Principe Ereditario di Baden-Durlach |  |  |                                                 |  |
| Carlo Federico, Granduca di Baden          |                                         |                                              |                                                   |  |  |       |  |  | Federico, Principe Ereditario di Baden-Durlach |  |  |                                                 |  |
|                                            |                                         | Principessa Amalia di Nassau-Dietz           | Giovanni Guglielmo Friso, Principe d'Orange       |  |  |       |  |  |                                                |  |  |                                                 |  |
|                                            |                                         | Principessa Amalia di Nassau-Dietz           | Giovanni Guglielmo Friso, Principe d'Orange       |  |  |       |  |  |                                                |  |  |                                                 |  |
|                                            |                                         | Principessa Amalia di Nassau-Dietz           | Langravia Maria Luisa d'Assia-Kassel              |  |  |       |  |  |                                                |  |  |                                                 |  |
| Carlo Luigi, Principe Ereditario di Baden  |                                         | Principessa Amalia di Nassau-Dietz           |                                                   |  |  |       |  |  |                                                |  |  |                                                 |  |
|                                            |                                         | Luigi VIII, Langravio d'Assia-Darmstadt      | Ernesto Luigi, Langravio d'Assia-Darmstadt        |  |  |       |  |  |                                                |  |  |                                                 |  |
|                                            |                                         | Luigi VIII, Langravio d'Assia-Darmstadt      | Ernesto Luigi, Langravio d'Assia-Darmstadt        |  |  |       |  |  |                                                |  |  |                                                 |  |
|                                            |                                         | Luigi VIII, Langravio d'Assia-Darmstadt      | Margravia Dorotea Carlotta di Brandeburgo-Ansbach |  |  |       |  |  |                                                |  |  |                                                 |  |
| Langravia Carolina Luisa d'Assia-Darmstadt |                                         | Luigi VIII, Langravio d'Assia-Darmstadt      |                                                   |  |  |       |  |  |                                                |  |  |                                                 |  |
|                                            |                                         | Contessa Carlotta di Hanau-Lichtenberg       | Giovanni Reinardo III, Conte di Hanau-Lichtenberg |  |  |       |  |  |                                                |  |  |                                                 |  |
|                                            |                                         | Contessa Carlotta di Hanau-Lichtenberg       | Giovanni Reinardo III, Conte di Hanau-Lichtenberg |  |  |       |  |  |                                                |  |  |                                                 |  |
|                                            |                                         | Contessa Carlotta di Hanau-Lichtenberg       | Margravia Dorotea Federica di Brandeburgo-Ansbach |  |  |       |  |  |                                                |  |  |                                                 |  |
| Principessa Guglielmina di Baden           |                                         | Contessa Carlotta di Hanau-Lichtenberg       |                                                   |  |  |       |  |  |                                                |  |  |                                                 |  |
|                                            | Luigi VIII, Langravio d'Assia-Darmstadt | Ernesto Luigi, Langravio d'Assia-Darmstadt   |                                                   |  |  |       |  |  |                                                |  |  |                                                 |  |
|                                            | Luigi VIII, Langravio d'Assia-Darmstadt | Ernesto Luigi, Langravio d'Assia-Darmstadt   |                                                   |  |  |       |  |  |                                                |  |  |                                                 |  |
|                                            | Luigi VIII, Langravio d'Assia-Darmstadt | Dorotea Carlotta di Brandeburgo-Ansbach      |                                                   |  |  |       |  |  |                                                |  |  |                                                 |  |
| Luigi IX, Langravio d'Assia-Darmstadt      | Luigi VIII, Langravio d'Assia-Darmstadt |                                              |                                                   |  |  |       |  |  |                                                |  |  |                                                 |  |
|                                            |                                         | Contessa Carlotta di Hanau-Lichtenberg       | Giovanni Reinardo III, Conte di Hanau-Lichtenberg |  |  |       |  |  |                                                |  |  |                                                 |  |
|                                            |                                         | Contessa Carlotta di Hanau-Lichtenberg       | Giovanni Reinardo III, Conte di Hanau-Lichtenberg |  |  |       |  |  |                                                |  |  |                                                 |  |
|                                            |                                         | Contessa Carlotta di Hanau-Lichtenberg       | Dorotea Federica di Brandeburgo-Ansbach           |  |  |       |  |  |                                                |  |  |                                                 |  |
| Principessa Amalia d'Assia-Darmstadt       |                                         | Contessa Carlotta di Hanau-Lichtenberg       |                                                   |  |  |       |  |  |                                                |  |  |                                                 |  |
|                                            |                                         | Cristiano III, Conte Palatino di Zweibrücken | Cristiano II, Conte Palatino di Zweibrücken       |  |  |       |  |  |                                                |  |  |                                                 |  |
|                                            |                                         | Cristiano III, Conte Palatino di Zweibrücken | Cristiano II, Conte Palatino di Zweibrücken       |  |  |       |  |  |                                                |  |  |                                                 |  |
|                                            |                                         | Cristiano III, Conte Palatino di Zweibrücken | Contessa Caterina Agata di Rappoltstein           |  |  |       |  |  |                                                |  |  |                                                 |  |
| Contessa Palatina Carolina di Zweibrücken  |                                         | Cristiano III, Conte Palatino di Zweibrücken |                                                   |  |  |       |  |  |                                                |  |  |                                                 |  |
|                                            |                                         | Carolina di Nassau-Saarbrücken               | Luigi Crato, Conte di Nassau-Saarbrücken          |  |  |       |  |  |                                                |  |  |                                                 |  |
|                                            |                                         | Carolina di Nassau-Saarbrücken               | Luigi Crato, Conte di Nassau-Saarbrücken          |  |  |       |  |  |                                                |  |  |                                                 |  |
|                                            |                                         | Carolina di Nassau-Saarbrücken               | Filippina Enrichetta di Hohenlohe-Langenburg      |  |  |       |  |  |                                                |  |  |                                                 |  |
|                                            |                                         | Carolina di Nassau-Saarbrücken               |                                                   |  |  |       |  |  |                                                |  |  |                                                 |  |